# فيليب ماورو
فيليب ماورو (بالإنجليزية: Philip Mauro)‏ هو محامي أمريكي، ولد في 1859 في سانت لويس في الولايات المتحدة، وتوفي في 1952.